# Hepatocellulair carcinoom

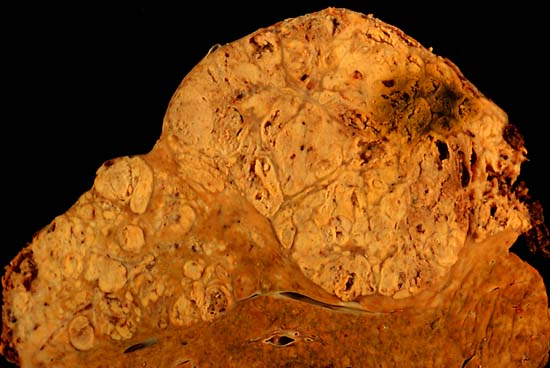
Hepatocellulair carcinoom bij een persoon die leed aan hepatitis C. (exemplaar na autopsie)

Hepatocellulair carcinoom  (HCC) of levercelcarcinoom is een in Nederland zeldzame vorm van kanker die ontstaat uit levercellen. Het hepatocellulair carcinoom ontstaat vrijwel altijd in een lever met cirrose, of in een chronisch ontstoken lever op basis van hepatitis. In de westerse wereld is alcoholmisbruik de meest voorkomende oorzaak van het ontstaan van levercirrose tezamen met chronische hepatitis C. Hepatocellulair carcinoom wordt dan ook met name gezien bij patiënten met een verleden van alcoholmisbruik of patiënten die chronische hepatitis C (of in mindere mate hepatitis B) hebben doorgemaakt.
De behandeling van het hepatocellulair carcinoom is afhankelijk van vele factoren. Met name de tumorgrootte maar ook de aanwezigheid van metastasen (uitzaaiingen) en de tumorkenmerken van de tumor zijn bepalend voor de behandeling. Indien een hepatocellulair carcinoom vroegtijdig ontdekt wordt en nog niet is uitgezaaid kan er worden geopereerd om in opzet de kanker te genezen. Net als bij andere vormen van kanker geldt dat als de tumor groot en/of uitgezaaid is, dat er dan minder behandelopties zijn en de kans op genezing aanzienlijk verminderd is. 
Hepatocellulair carcinoom is vrij zeldzaam in de Westerse wereld maar een van de meest voorkomende vormen van kanker in bijvoorbeeld Afrika en Azië. Wanneer er in Nederland een tumor wordt gevonden in de lever is dit vrijwel altijd een uitzaaiing vanuit de dikke darm (coloncarcinoom) of bijvoorbeeld de maag.

## Klachten en symptomen
Zoals bij veel vormen van kanker zullen er ook bij het aanwezig zijn van een hepatocellulair carcinoom in eerste instantie weinig klachten zijn. Wanneer de tumor groter wordt kunnen vage buikklachten ontstaan. Vaak is er een relatief lange periode van vage buikpijn, gewichtsverlies, vermoeidheid, algehele malaise en een slechte eetlust. Wanneer de tumor op galwegen drukt kan er geelzucht ontstaan. 
Bij patiënten die bekend zijn met levercirrose is het belangrijk dat wanneer bovenstaande klachten optreden, er onderzoek gedaan wordt naar het bestaan van een hepatocellulair carcinoom.

## Risicofactoren
De belangrijkste risicofactoren voor het ontstaan van een hepatocellulair carcinoom zijn;
- Alcoholisme
- Hepatitis B
- Hepatitis C (25% van de wereldwijde gevallen van hepatocellulair carcinoom)[3]
- Aflatoxine
- Levercirrose
- Hemochromatose

De risicofactoren verschillen wereldwijd sterk. In het Westen is Hepatitis B vanwege het onder andere door vaccinatie weinige voorkomen geen belangrijke oorzaak voor het ontstaan van hepatocellulair carcinoom. In het Westen is alcoholisme en de levercirrose die hierdoor ontstaat de belangrijkste risicofactor.

## Diagnose
Hepatocellulair carcinoom komt zoals gezegd met name voor bij patiënten die bekend zijn met levercirrose en/of hepatitis C en B. Deze mensen kunnen dan ook worden gescreend door middel van echografie van de lever. Bij een echo van de lever kan de tumor worden gezien waarna vervolgens CT-onderzoek kan worden verricht om te kijken of de tumor is uitgezaaid. Middels CT-onderzoek kan ook meestal de diagnose hepatocellulair carcinoom officieel worden gesteld en hoeft er geen biopsie te worden verricht. 
Daarnaast kan er gebruik worden gemaakt van een bepaalde stof die door de tumor wordt aangemaakt en terug te vinden is in het bloed; alfafoetoproteïne. Als tumormarker heeft alfafoetoproteïne een zogenaamde hoge specificiteit maar lage sensitiviteit. Dit betekent dat bij een hepatocellulair carcinoom de stof lang niet altijd verhoogd hoeft te zijn. Indien er echter een afwijking wordt gevonden in de lever en het alfafoetoproteïne verhoogd aanwezig is in het bloed dan is het vrij zeker dat de leverafwijking een hepatocellulair carcinoom betreft. 
Wanneer er op de CT-scan een hepatocellulair carcinoom wordt gevonden dan kan er door de arts een onderscheid worden gemaakt in groeiwijze, hetgeen van invloed is op de prognose. Zo kan er een enkele tumor worden gevonden, meerdere tumoren of een onscherp begrensde tumor met infiltratie van omliggend weefsel. De laatste groeiwijze heeft een slechtere prognose omdat deze vaak al uitgezaaid is wanneer deze gevonden wordt. 

## Behandeling
Helaas is het zo dat het hepatocellulair carcinoom vaak laat wordt ontdekt. Hierdoor is operatie (in de zin van het in zijn geheel verwijderen van de tumor) vaak niet meer mogelijk. Indien dit wel het geval is zal een chirurg proberen de gehele tumor te verwijderen met als doel het genezen van de kanker. Vaak is er bij het ontdekken van een tumor echter al tumoringroei in omliggend weefsel en kan er alleen nog levensverlengend en palliatief worden behandeld. De volgende levensverlengende behandelingen worden het meest uitgevoerd bij patiënten met hepatocellulair carcinoom:
- Radiofrequente ablatie (RFA)

Hierbij wordt de tumor vernietigd door deze middels radiogolven te verhitten. Er worden elektrodes via een operatie tot in de tumor gebracht waarna deze lokaal wordt verhit. Dit is mogelijk bij kleine solitaire tumoren. Bij grotere tumoren, meerdere tumoren of in het geval van uitzaaiingen is dit geen behandeloptie. 
- Transkatheterarteriële chemo-embolisatie (TACE)

Hierbij wordt allereerst het bloedvat of de bloedvaten opgezocht die de tumor zelf van bloed voorzien. Vaak is er een enkele arterie die het grootste deel van de tumor van bloed voorziet. Wanneer deze opgezocht is zullen er kleine bolletjes met chemokuur in het vat worden gebracht. Hierdoor kan er geen bloed meer stromen naar de tumor en komt de chemokuur heel lokaal in de tumor terecht. Deze techniek is ook niet geschikt voor grote tumoren.
- Injecties in de tumor

Net als bij TACE kan er ook chemokuur of bijvoorbeeld ethanol direct in het aanvoerende bloedvat van de tumor worden gespoten. Zo gaat de tumor kapot en blijft de rest van het weefsel gespaard. Ook hiermee wordt een overlevingswinst geboekt van enkele maanden. 
- Sorafenib

Een van de medicijnen die kan worden gegeven bij een hepatocellulair carcinoom heet Sorafenib. Dit middel remt een receptor dat bepaalde groeihormonen bindt (tyrosine kinase receptor). Hierdoor remt dit medicijn tumorgroei en verlengt het het leven van patiënten met een hepatocellulair carcinoom. Een Spaanse studie heeft aangetoond dat dit het leven van patiënten met een hepatocellulair carcinoom met ongeveer 2 maanden verlengt.

## Prognose
Het hepatocellulair carcinoom heeft een bijzonder slechte prognose. Dit is voornamelijk gelegen in het feit dat deze tumor pas laat klachten geeft. De tumor is dan vaak al ver in omliggend weefsel ingegroeid en is vaak al uitgezaaid. Bij zo'n 10-20% van de patiënten is het mogelijk de tumor chirurgisch helemaal te verwijderen. Over het algemeen geldt dat een niet-operabel hepatocellulair carcinoom binnen een half jaar dodelijk is. Met nieuwe behandelingen en betere expertise stijgt de levensverwachting van patiënten wel iets.